# Penitencjarz Mniejszy
Penitencjarz mniejszy, penitencjariusz mniejszy (wł. penitenziere minore) − urząd w Kościele katolickim, upoważniający m.in. do sprawowania sakramentu pokuty na terenie bazylik papieskich.
W historii Kościoła penitencjarze apostolscy byli ustanawiani do uwalniania w imieniu papieża pielgrzymów przybywających do Rzymu od grzechów i cenzur. Od 1568 praktyką Stolicy Apostolskiej stało się powoływanie kapłanów zakonnych na penitencjarzy apostolskich, tzn. papieskich. Od pontyfikatu św. Piusa V powierzano penitencjarzom mniejszym, podległym penitencjarzowi większemu: bazylikę św. Jana na Lateranie braciom mniejszym (OFM), bazylikę św. Piotra na Watykanie jezuitom, bazylikę Matki Bożej Większej dominikanom.

## Aktualni penitencjarze mniejsi
Urząd penitencjarzy mniejszych pełnią obecnie:
- w bazylice św. Piotra na Watykanie − bracia mniejsi konwentualni (OFMConv)
- w bazylice św. Jana na Lateranie − bracia mniejsi (OFM)
- w bazylice Matki Bożej Większej − dominikanie (OP)
- w bazylice św. Pawła za Murami − benedyktyni (OSB)